# Hengwiller
Hengwiller – miejscowość i gmina we Francji, w regionie Grand Est, w departamencie Dolny Ren.
Według danych na rok 1990 gminę zamieszkiwało 107 osób, 50 os./km².